# Stadtwerke Norderstedt
Die Stadtwerke Norderstedt ist das städtische Versorgungsunternehmen der schleswig-holsteinischen Stadt Norderstedt.

## Geschichte
Zur Elektrizitätsversorgung der Gemeinde Garstedt wurde am 20. Dezember 1919 das Betriebswerk Garstedt gegründet, die späteren Gemeindewerke Garstedt. 1926 wurden die ersten Garstedter Haushalte ans Stromnetz angeschlossen. Ab 1927 wurde Gasversorgung angeboten und die ersten 30 Straßenlaternen in der Gemeinde aufgestellt. Ab 1957 hatten die Gemeindewerke ihre Zentrale in der Tannenhofstraße, dort eröffnete 1967 zusätzlich ein Kundenzentrum mit Ausstellungsraum.
Mit der Gründung der Stadt Norderstedt 1970 wurden die Gemeindewerke Garstedt in Stadtwerke Norderstedt umbenannt. 1971 kauften die Stadtwerke das Norderstedter Rohrnetz der Hamburger Wasserwerke auf und vertrieben nun Strom, Gas und Wasser. Ein Neubau der Verwaltungszentrale wurde 1983 in der Heidbergstraße bezogen. Dort wird seitdem auch ein Blockheizkraftwerk betrieben. Weitere sind seitdem hinzugekommen, so dass die Stadtwerke inzwischen 13 Blockheizkraftwerke im Stadtgebiet betreiben, die Fernwärme und Strom erzeugen.
Mit der Verkehrsgesellschaft Norderstedt (VGN) sind die Stadtwerke seit 1987 am Personennahverkehr der Region beteiligt. 1994 eröffnete das Arriba Erlebnisbad, nachdem die Stadtwerke das alte Hallen- und Freibad gekauft und umgebaut hatten. 1999 gründeten die Stadtwerke die Tochterfirma wilhelm.tel, einen Telekommunikationsanbieter.

## Nahverkehr

Logo Verkehrsgesellschaft Norderstedt

Die Stadtwerke Norderstedt sind durch ihre Tochtergesellschaft Verkehrsgesellschaft Norderstedt mbH (VGN) im Hamburger Verkehrsverbund (HVV) vertreten. Seit 1992 gehört ihr die Alsternordbahn, auf der bis 1996 vom vorherigen Endpunkt der Hamburger U-Bahn-Linie U1 U-Bahnhof Garstedt bis zum im neuen Stadtzentrum liegenden Norderstedt Mitte die U-Bahn verlängert wurde. Dieser Streckenabschnitt der U1 sowie die Linie A2 (Norderstedt Mitte – Ulzburg Süd) gehören inklusive der Fahrzeuge der VGN. Betrieben wird die U-Bahn durch die Hamburger Hochbahn (HHA) und die Linie A2 durch die AKN im Auftrag der VGN.
Der Kreis Segeberg hält 25 % an der VGN und trägt ein Drittel des VGN-Finanzierungsbedarf, der aus dem Betrieb der beiden Bahnlinien U1 und A2 entsteht. Seit dem 14. Dezember 2008 wird die U1 auch in den Wochenendnächten durchgehend im 20-Minuten-Takt bis Hamburg betrieben.
Die VGN ist als Besteller ebenso mitverantwortlich für die Stadtbuslinien in Norderstedt, die von den Verkehrsbetrieben Hamburg-Holstein (VHH) innerhalb des HVV betrieben werden. Dazu gehörten auch die zwei Nachtbuslinien 616 und 626, die mit dem Fahrplanwechsel im Dezember 2021 eingestellt wurden.

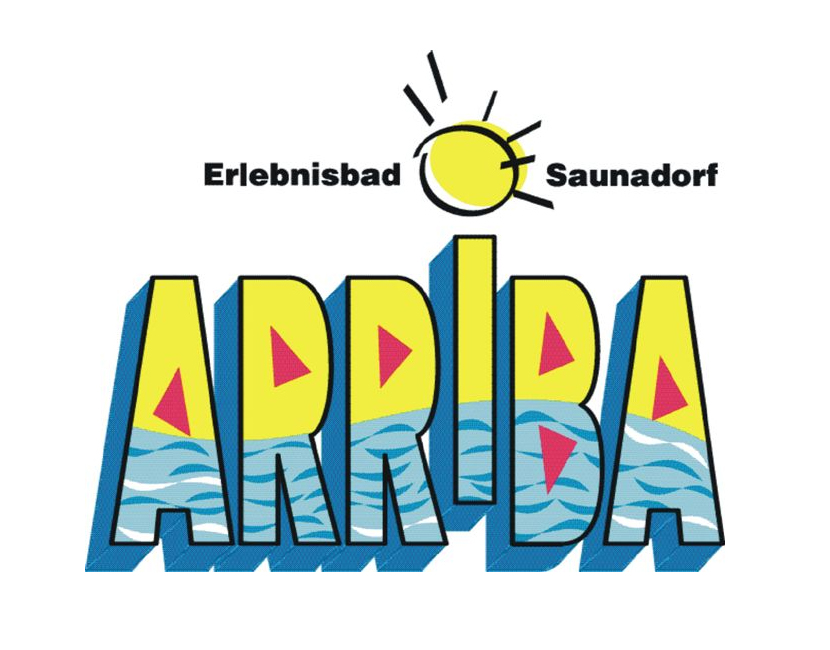
Früheres Logo des ARRIBA-Bades

## Weitere Geschäftsfelder
Die Stadtwerke Norderstedt versorgen die Stadt Norderstedt mit Wärme, Gas, Wasser und Strom. Das örtliche Erlebnisbad ARRIBA als Hallen- und Freibad im Südwesten des Stadtteils Harksheide wird ebenfalls von den Stadtwerken Norderstedt betrieben.
Das 100%ige Tochterunternehmen wilhelm.tel GmbH betreibt ein eigenes Telekommunikationsnetz für Telefonie, Internet und Kabelfernsehen in Norderstedt, Hamburg und in den umliegenden Gemeinden.
2006 wurde die Stadtpark Norderstedt GmbH als weiteres 100-%-Tochterunternehmen der Stadtwerke gegründet. Es betreibt den gut 75 Hektar großen Stadtpark im Stadtteil Harksheide. Der im Rahmen der Landesgartenschau 2011 entstandene Park beinhaltet unterschiedliche Flächen (Feld-, Wald- und Seepark) mit verschiedenen Erlebnisbereichen.